# Verwaltungsgemeinschaft Pürgen
Die Verwaltungsgemeinschaft Pürgen im oberbayerischen Landkreis Landsberg am Lech entstand am 1. Mai 1978 durch Rechtsverordnung der Regierung von Oberbayern.
Mitglieder sind die Gemeinden
1. Hofstetten, 1856 Einwohner, 17,02 km²
2. Schwifting, 1037 Einwohner, 11,45 km²
3. Pürgen, 3635 Einwohner, 21,99 km²

Sitz der Verwaltungsgemeinschaft ist Pürgen.